# اشباح (رمان)
اشباح (انگلیسی: Phantoms) داستانی در ژانر ترسناک نوشتهٔ رمان‌نویس آمریکایی دین کونتز است.